# Liste der Bischöfe von Ciudad Rodrigo
Die folgenden Personen waren Bischöfe von Ciudad Rodrigo (Spanien):
- Servus Dei 633–646 (Bischof von Caliabria)
- Celedonio 653–660? (Bischof von Caliabria)
- Aloario 666–670? (Bischof von Caliabria)
- Ervigio 688- (?) (Bischof von Caliabria)

- Domingo (1168–1172)
- Pedro de Ponte (1174–1189)
- Martin (1190–1211)
- Sedisvakanz (1211–1214)
- Lombardo (1214–1227)
- Miguel (1227–1245)
- Pedro II. (1245–1251) (?)
- Leonardo (1252–1259) (?)
- Domingo Martín (1263–1274) (?)
- Pedro III. (1274–1284)
- Antonio (1285–1300)
- Velasco Pérez (1290?–1297)
- Alfonso I. (1300–1314)
- Alfonso II., O.P. (?)
- Bernardo (?–1324)
- Juan I. (1324–?)
- Juan II. (?–1339)
- Alfonso III. (1344–1371) (?)
- Fernando de Pedrosa (1382–1383) (auch Bischof von Cartagena)
- Gonzalo (1384–?)
- Alfonso Sánchez de Avila (1428–?)

- Rodrigo (1384–1391)
- Gonzalo (l403-l408) (?) (Apostolischer Administrator, auch Bischof von Lamego)
- Andrés Díaz (1410–1422) (auch Bischof von Ajaccio (Córcega))

- Juan III. (?–1387)
- Jerónimo (1389–1398)
- Gonzalo Porres de Cibdat (?–1411)
- Alfonso Manuel (1411–1427)

- Alfonso V. (?–1449)
- Sancho (1431–1433) (auch Bischof von Orte und Minervino (Italien))
- Alfonso Sánchez de Valladolid (1433–1455)
- Alfonso de Palenzuela (1460–1469) (auch Bischof von Oviedo)
- Alfonso de Paradinas (1469–1485)
- Pedro Beltrán (1485–1487) (auch Bischof von Tuy)
- Diego de Moiras, O.Merc. (1487–l493) (auch Bischof von Tuy)
- Juan de Ortega (1493–1499) (auch Bischof von Calahorra)
- Diego de Peralta (1499–1501)
- Valeriano Ordóñez Villaquirán (1501–1508) (auch Bischof von Oviedo)
- Francisco Bobadilla (1509–1510) (auch Bischof von Salamanca)
- Francisco Ruiz, O.F.M. (1510–1514) (auch Bischof von Avila)
- Juan Pardo de Tavera (1514–1523) (auch Bischof von Osma)
- Pedro Portocarrero (1523–1525) (auch Erzbischof von Granada)
- Gonzalo Maldonado (1525–1530)
- Pedro Fernández Manrique (1530–1537) (auch Bischof von Córdoba, Haus Manrique de Lara)
- Pedro Pacheco Ladrón de Guevara (1537–1539) (auch Bischof von Pamplona)
- Antonio Ramírez de Haro (1539–1541) (auch Bischof von Calahorra y La Calzada)
- Francisco de Navarra y Hualde (1542–1545) (auch Bischof von Badajoz)
- Juan Aceres (1546–1549)
- Pedro Ponce de Léon (1550–1560) (auch Bischof von Plasencia)
- Diego de Covarrubias y Leyva (1560–1564) (auch Bischof von Segovia)
- Diego de Simancas (1564–1568) (auch Bischof von Badajoz)
- Andrés Pérez (1568–1583)
- Pedro Vélez Guevara (1584–1585)
- Bernardo de Sandoval y Rojas (1586–1588) (auch Bischof von Pamplona)
- Pedro Maldonado (1588–1591)
- Martín de Salvatierra (1591–1604)
- Pedro Ponce de Léon (1605–1610) (auch Bischof von Zamora)
- Antonio Idiáquez Manrique (1610–1613) (auch Bischof von Segovia)
- Jerónimo Ruiz Camargo (1613–1622) (auch Bischof von Coria)
- Agustín Antolínez, O.S.A. (1623–1624) (auch Erzbischof von Santiago de Compostela)
- Martín Fernández Portocarrero (1624–1625)
- Juan de la Torre Ayala (1626–1638) (auch Bischof von Zamora)
- Francisco Díaz Alarcón y Covarrubias (1639–1645) (auch Bischof von Salamanca)
- Juan Pérez Delgado (1646–1655) (auch Bischof von Salamanca)
- Diego de Tejada y la Guardia (1656–1658) (auch Bischof von Pamplona)
- Diego Requelme y Quirós (1658–1661) (auch Bischof von Oviedo)
- Antonio de Castañón (1662–1667) (auch Bischof von Zamora)
- Miguel de Cardenas, O. Carm. (1667–1671)
- Alonso Bernardo de Ríos y Guzmán, O.SS.T. (1671–1677) (auch Erzbischof von Granada)
- Juan de Andaya y Sotomayor (1678–1678)
- Sebastián Catalán (1679–1687)
- José González, O.Merc. (1688–1695) (auch Bischof von Plasencia)
- Francisco Manuel de Zúñiga Sotomayor y Mendoza, O.S.A. (1695–17l2)
- José Díez Santos de San Pedro (1714–1719)
- Gregorio Téllez, O.F.M. Conv. (1721–1738)
- Clemente Comenge Avio (1738–1747)
- Pedro Gómez de la Torre (1748–1756) (auch Bischof von Plasencia)
- José Francisco Biguezal (1756–1762)
- Cayetano Antonio Cuadrillero Mota (1763–1777) (auch Bischof von León)
- Agustín de Alvarado y Castillo (1778–1781)
- Ildefonso Molina Santaella (1783–1784)
- Benito Uría Valdés, O.S.B. (1785–1810)
- Pedro Manuel Ramírez de la Piscina (1814–1835)
- Pedro Alcántara y Jiménez (1835–1843)
- Sedisvakanz (1843–1867)
- Anastasio Rodrigo Yusto (1867) (Administrator, auch Bischof von Burgos und Salamanca)
- Joaquín Kardinal Llunch y Garriga, O.C.D. (1868–1875) (Administrator, auch Bischof von Barcelona und Salamanca)
- Narciso Martínez Izquierdo (1875–1885) (Administrator, auch Bischof von Madrid und Salamanca)
- José Tomás Mazarrasa y Rivas (1885–1907) (Administrator)
- Ramón Barberá y Boada (1907–1914) (Administrator, auch Bischof von Palencia)
- Manuel María Vidal y Boullon (1915–1923) (Administrator, auch Bischof von Tui)
- Silverio Velasco Pérez (1924–1927) (Administrator, Titularbischof von Ticelia)
- Manuel López Arana (1929–1941) (Administrator, auch Titularbischof von Curium)
- Máximo Yurramendi Alcain (1945–1949) (Administrator, auch Titularbischof von Messena)
- Jesús Enciso Viana (1949–1955) (auch Bischof von Mallorca)
- José Bascuñana y López (1955–1964) (auch Bischof von Solsona)
- Demetrio Mansilla Reoyo (1964–1988) (auch Titularbischof von Erythrae)
- Antonio Ceballos Atienza (1988–1993) (auch Bischof von Cádiz und Ceuta)
- Julián López Martín (1994–2002) (danach Bischof von León)
- Atilano Rodríguez Martínez (2003–2011)
- Cecilio Raúl Berzosa Martínez (2011–2019)
- José Luis Retana Gozalo (seit 2021)